# Atomové jádro

Stylizovaný model atomu helia

Atomové jádro je vnitřní kladně nabitá část atomu a tvoří jeho hmotnostní i prostorové centrum. Atomové jádro představuje 99,9 % hmotnosti atomu. Průměr jádra činí přibližně 10−15 m, což je přibližně 100 000× méně než průměr celého atomu.
Atomové jádro je tvořeno částicemi zvanými nukleony (z lat. nucleus, „jádro“), které se dělí na protony s kladným nábojem a neutrony bez náboje. Nukleony jsou baryony tvořené trojicí kvarků. Částice jádra jsou pevně vázána silnou interakcí. V plazmatickém skupenství jsou atomová jádra zbavena elektronového obalu a hmota tedy není tvořena (pouze) atomy.
Ke změnám atomového jádra může docházet spontánně působením slabé interakce, které se nazývá radioaktivita. Změny způsobené vnějším působením se nazývají nukleární či jaderné reakce a podle výsledku se v zásadě dělí na jaderné fúze (slučování jader) a jaderná štěpení (dělení jader). Studiu změn atomových jader se věnuje především jaderná fyzika. Nejvýznamnějšími způsoby využití těchto studií je jaderná energetika a jaderné zbraně.

## Historie
Existence atomového jádra byla poprvé pozorována roku 1909 v Rutherfordově experimentu, na jehož základě vznikl planetární model atomu.

## Vlastnosti
Věci kolem nás jsou složeny z látek, látka z molekul, molekuly z atomů. Samotný atom je složen z atomového obalu a atomového jádra. Jádro se skládá z nukleonů, těmi jsou neutrony a kladně nabité protony. Ty se pak dále skládají z kvarků a gluonů. Nukleony uvnitř jádra jsou navzájem k sobě poutány silami, které v zásadě vznikají mezi jejich podsložkami tedy mezi kvarky a gluony. Tato síla se nazývá silná interakce.
Počet protonů v jádře je pro lehké prvky zhruba roven počtu neutronů. S rostoucím protonovým číslem roste počet neutronů rychleji než protonů.
Nukleony však nejsou v jádře nehybné. Čtvrtina z nich v jádře překračuje čtvrtinu rychlosti světla

### Kvantová čísla charakterizující jádro
Vlastnosti jádra se vystihují prostřednictvím atomového (protonového) čísla {\displaystyle Z}, které určuje počet protonů v jádře, a nukleonového čísla (hmotnostního) {\displaystyle A}, které udává celkový počet nukleonů v jádře. Někdy se také používá tzv. neutronové číslo {\displaystyle N}, udávající počet neutronů v jádře, zpravidla rovné {\displaystyle N=A-Z}. V přírodě se vyskytují atomy s jádry, jejichž nukleonové číslo se pohybuje od 1 do 238 a atomovými čísly od 1 do 92. Laboratorně se podařilo vytvořit i atomy s většími jádry, která však nejsou stabilní a rychle se rozpadají.
Vzhledem k tomu, že náboj protonu je kladný a neutron je elektricky neutrální, pak pokud má být atom neutrální, musí být počet elektronů v elektronovém obalu roven počtu protonů v atomovém jádře. Počet protonů však určuje polohu atomu v periodické tabulce prvků. Lze tedy tvrdit, že vlastnosti atomů jsou velkou měrou určovány vlastnostmi jejich jader, proto jsou kvantová čísla charakterizující jádro používána ke schematickému označovaní vlastností atomů pomocí zápisu
{\displaystyle {}_{Z}^{A}\mathrm {X} },
kde {\displaystyle \mathrm {X} } představuje značku chemického prvku, {\displaystyle Z} je atomové číslo a {\displaystyle A} je nukleonové číslo. Např.  1
1 H
,  4
2 He,  235
92 U atd

### Rozměry atomového jádra
Za poloměr jádra lze označit vzdálenost, ve které ještě na nukleon působí jaderné síly.
U velkých jader (např. uran, thorium apod.) se poloměry pohybují kolem 10−14 m.
Experimentálně bylo zjištěno, že objem atomového jádra je přibližně přímo úměrný počtu nukleonů, které jádro obsahuje. Počet nukleonů v jádře určuje nukleonové číslo (hmotnostní číslo) {\displaystyle A}.
Pokud předpokládáme kulový tvar jádra, potom jeho objem {\displaystyle V={\frac {4}{3}}\pi R^{3}} je úměrný nukleonovému číslu {\displaystyle A}. Poloměr atomového jádra se pak určuje ze vztahu
{\displaystyle R=R_{0}A^{\frac {1}{3}}},
kde R0 = 1,3×10−15 m.
Z této úměry však existují četné výjimky – některé izotopy mají jádra výrazně větší. Například jádra deuteria a tricia jsou větší, než jádro helia. Podobně jádra olova 181Pb a 183Pb jsou větší, než izotopy 182Pb,184Pb 186Pb-197Pb.
Zvláštním případem jsou pak halo-jádra, kde jsou některé nukleony vytlačeny výrazně dále od středu jádra. Například jádro lithia 11 je stejně velké jako mnohonásobně těžší jádro olova (poloměr přibližně 3,5 femtometru).

### Tvar atomového jádra
Obvykle se jádro považuje za kouli. Ve skutečnosti se však tvar jádra od ideální koule často mírně odlišuje. Jádra tak mohou mít nejen tvar koule, ale i zploštělého elipsoidu (uhlík), protáhlého elipsoidu (mnoho dalších jader) nebo i složitějších těles. Některá jádra mohou existovat ve více tvarových modifikacích. Jádro 186Pb může mít kulový, protáhlý i zploštělý tvar.

### Hmotnost atomového jádra
Hmotnost jádra se často vyjadřuje pomocí atomové hmotnostní jednotky {\displaystyle \mathrm {u} }, jejíž experimentálně určená hodnota je
{\displaystyle 1{\mbox{u}}=1,66053906892(52)\cdot 10^{-27}\,{\mbox{kg}}} (hodnota z adjustace konstant CODATA 2022, směrodatná odchylka v závorce je v řádu posledních 2 platných číslic).
Atomová hmotnostní jednotka je přibližně rovna hmotnosti jednoho nukleonu.
Hmotnost jádra dobře charakterizuje počet jeho nukleonů daný nukleonovým číslem {\displaystyle A}. Protože vyjadřuje hmotnost atomu daného nuklidu v jednotkách {\displaystyle \mathrm {u} }, která je zaokrouhlena na celé číslo (např. atomová hmotnost olova  208
 Pb je 207,9767 u ≅ 208 u), říká se mu též hmotnostní či hmotové číslo (hmotnost atomového obalu i hmotnostní schodek jádra jsou vzhledem k hmotnosti jednoho nukleonu zanedbatelné).

### Vazebná energie

Orientační hodnoty vazebné energie na jeden nukleon.

Bylo by možné očekávat, že celková hmotnost atomového jádra {\displaystyle m_{j}} je rovna součtu hmotností všech protonů a neutronů, z nichž se jádro skládá. Z měření však vyplývá, že celková hmotnost jádra je vždy menší. Rozdíl mezi očekávanou a skutečnou hmotností lze zapsat jako
{\displaystyle [Zm_{p}+(A-Z)m_{n}]-m_{j}=B},
kde {\displaystyle Z} je atomové číslo, {\displaystyle A} je nukleonové číslo, {\displaystyle m_{p}} je hmotnost protonu, {\displaystyle m_{n}} je hmotnost neutronu a {\displaystyle m_{j}} je celková hmotnost jádra. Hodnotu {\displaystyle B}, která představuje hmotnostní rozdíl, označujeme jako hmotnostní schodek (defekt). Hmotnostní schodek je vždy kladný, tzn. {\displaystyle B>0}.
Aby došlo ke vzniku jádra, musí jaderné síly (silná interakce), které způsobují vzájemné přitahování nukleonů, vykonat určitou práci. K vykonání této práce se spotřebuje určitá část celkové energie soustavy nukleonů. Tím dojde ke snížení celkové energie soustavy nukleonů (neboli jádra). Podle Einsteinova vztahu je však celková energie soustavy nukleonů úměrná její celkové hmotnosti. Zmenšení energie tedy znamená zmenšení hmotnosti (a naopak). Pro hmotnostní schodek pak platí
{\displaystyle W_{B}=Bc^{2}}
Hmotnostní schodek {\displaystyle B} tedy odpovídá určité energii {\displaystyle W_{B}}, která se označuje jako vazebná (vazební) energie. Důvod takového označení plyne z toho, že {\displaystyle W_{B}} představuje energii, která se uvolní při vzniku jádra z volných nukleonů. Je to také energie, kterou je nutno jádru dodat, aby došlo k jeho rozdělení na jednotlivé nukleony. Tato energie tedy určuje velikost vazby nukleonů v jádře.
Vazebné energie (a tedy i hmotnostní schodky) jsou u různých atomů různé. Vzhledem k rozdílnému počtu nukleonů v různých jádrech je výhodné uvádět vazebnou energii na jeden nukleon. Hodnoty vazebné energie jsou velmi vysoké. Např. vazebná energie deuteronu je přibližně 2,23 MeV ≈ 1014 J·kg−1, což je ve srovnání např. s teplem uvolněným při spalování benzínu, které činí asi 5×107 J·kg−1, obrovská hodnota.
Vazebná energie úzce souvisí se stabilitou atomového jádra.

### Stabilita atomového jádra

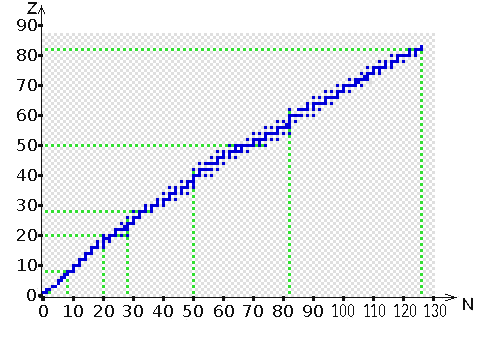
Stabilní jádra lze zachytit pomocí tzv. nuklidového diagramu (Segrého diagramu), který zachycuje závislost neutronového čísla na protonovém čísle, tzn..

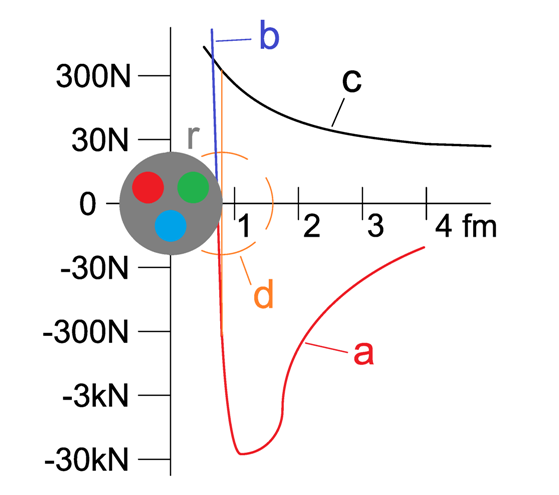
Síly, které působí mezi nukleony v jádrech. Jaderné síly (a)(b), elektrostatická síla (c).

Atomová jádra se skládají z protonů a neutronů. Stabilní lehká jádra, tzn. jádra s nukleonovým číslem {\displaystyle A<20}, obsahují přibližně stejný počet protonů a neutronů. V těžších (stabilních) jádrech je počet neutronů větší než počet protonů.
Z diagramu je vidět, že pro {\displaystyle Z=43} nebo {\displaystyle Z=61} neexistují stabilní nuklidy. Podobně neexistují stabilní nuklidy pro {\displaystyle N=19,35,39,45,61,89,115,123}. Také neexistují stabilní nuklidy pro nukleonová čísla {\displaystyle A=N+Z=5,8}.
Jádra, jejichž počet protonů nebo neutronů je roven 2, 8, 20, 28, 50, 82, 126, se vyznačují vysokou stabilitou. V souvislosti s touto stabilitou označujeme tato čísla jako magická.
Jaderné síly, které působí mezi nukleony v jádrech, mají velmi malý dosah. V těžších jádrech, která obsahují větší počet nukleonů, interaguje každý nukleon pouze s nukleony, které se nachází v jeho těsné blízkosti. Tato skutečnost se označuje jako nasycení jaderných sil. U elektrostatické odpudivé síly, kterou na sebe působí protony to však neplatí. Elektrostatická síla nepůsobí pouze na krátkou vzdálenost, což znamená, že u protonů, které se v jádře nachází v dostatečné vzdálenosti, může elektrostatické odpuzování převažovat. Elektrostatické odpuzování je vyrovnáváno přebytkem neutronů, které působí pouze přitažlivými jadernými silami. Počet neutronů však nemůže být neomezený. Energie nukleonu v jádře je závislá na jeho umístění v dané jaderné energetické hladině. Pokud bychom přidali příliš mnoho neutronů, budou tyto neutrony nuceny obsadit vyšší energetické hladiny, což znamená, že budou slaběji vázány a celé jádro tedy bude náchylnější k rozpadu.
U velkých jader je tedy k zajištění stability jádra nutné nalézt určitý kompromis mezi počtem protonů a neutronů. Ukazuje se však, že existuje určitá hranice, za kterou již neutrony nejsou schopny zajistit existenci stabilního jádra. Touto hranicí je izotop  209
83 Bi, který představuje nejtěžší stabilní nuklid. Všechna jádra, pro jejichž atomové číslo platí {\displaystyle Z>83}, nebo jejichž nukleonové číslo splňuje podmínku {\displaystyle A>209}, podléhají samovolnému, tzv. radioaktivnímu, rozpadu na jádra lehčích prvků.

### Příklady rozpadů jader
Jádra, která mají podstatně více neutronů nebo protonů, jsou nestabilní a rozpadají se. Při velkém počtu neutronů dochází k rozpadu β−, při kterém se nadbytečný neutron změní na proton za vzniku elektronu (záření β) a antineutrina.
Příkladem může být reakce:
K → Ca:    40
19 K  →   40
20 Ca + e+ + ve− ,
Při nadbytku protonů dochází k rozpadu β+, při kterém se naopak proton přemění na neutron za vzniku antielektronu a neutrina.
U velmi těžkých jader dochází k rozpadu α, při kterém opustí jádro částice alfa (což je jádro hélia)
jako např.:
U → Th:    238
92 U  →   234
90 Th +  4
2 He

## Atomová jádra se speciálním názvem
Nejlehčí atomová jádra mají jakožto částice časté v přirozených rozpadech nebo jaderných reakcích speciální názvy a značky, umožňující zjednodušit zápis reakcí:
- proton, značka p, je jádro atomu  1
1 H
- deuteron, značka d, je jádro atomu  2
1 H
- triton, značka t (někdy též τ), je jádro atomu  3
1 H
- helion, značka h, je jádro atomu  3
2 He
- částice alfa, značka α, je jádro atomu  4
2 He

## Hyperjádra
V atomovém jádře mohou být jeden či dva nukleony nahrazeny hyperonem (zpravidla Λ, výjimečně Σ). Takové jádro se pak označuje jako hyperjádro.